# Australopithecus afarensis
Australopithecus afarensis (česky též australopiték afarský) je druh vyhynulého hominida, žijící v mladším pliocénu, před 3,8 - 2,9 miliony let ve východní Africe, na území dnešní Etiopie, Keni a Tanzanie. Není nejstarším ani nejdéle známým australopitékem, přesto se jedná o jednoho z nejznámějších zástupců tohoto rodu. Je také jedním z australopitéků, který mohl být přímým předkem rodu Homo.

## Objevy

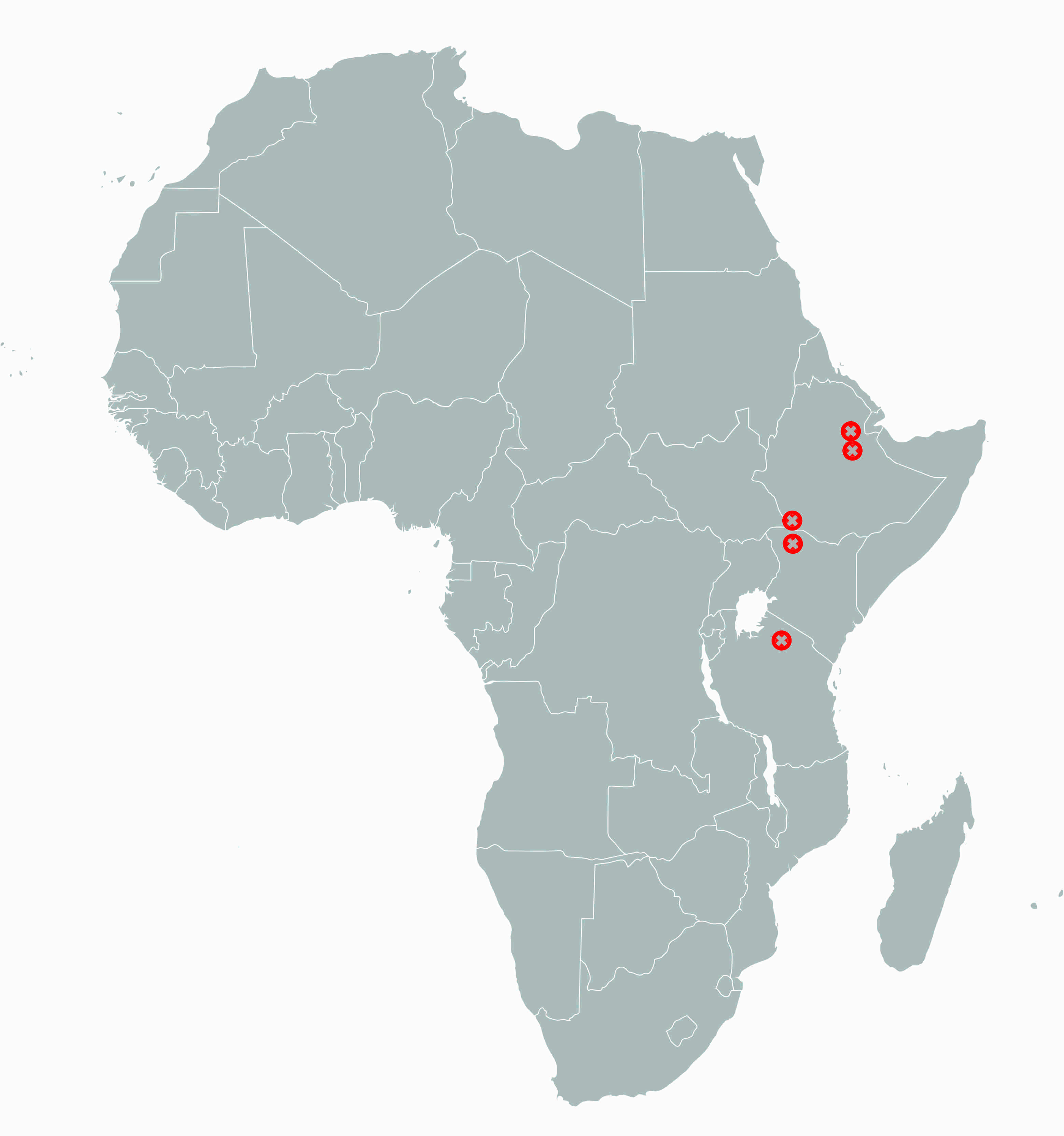
Místa nálezů na mapě Afriky

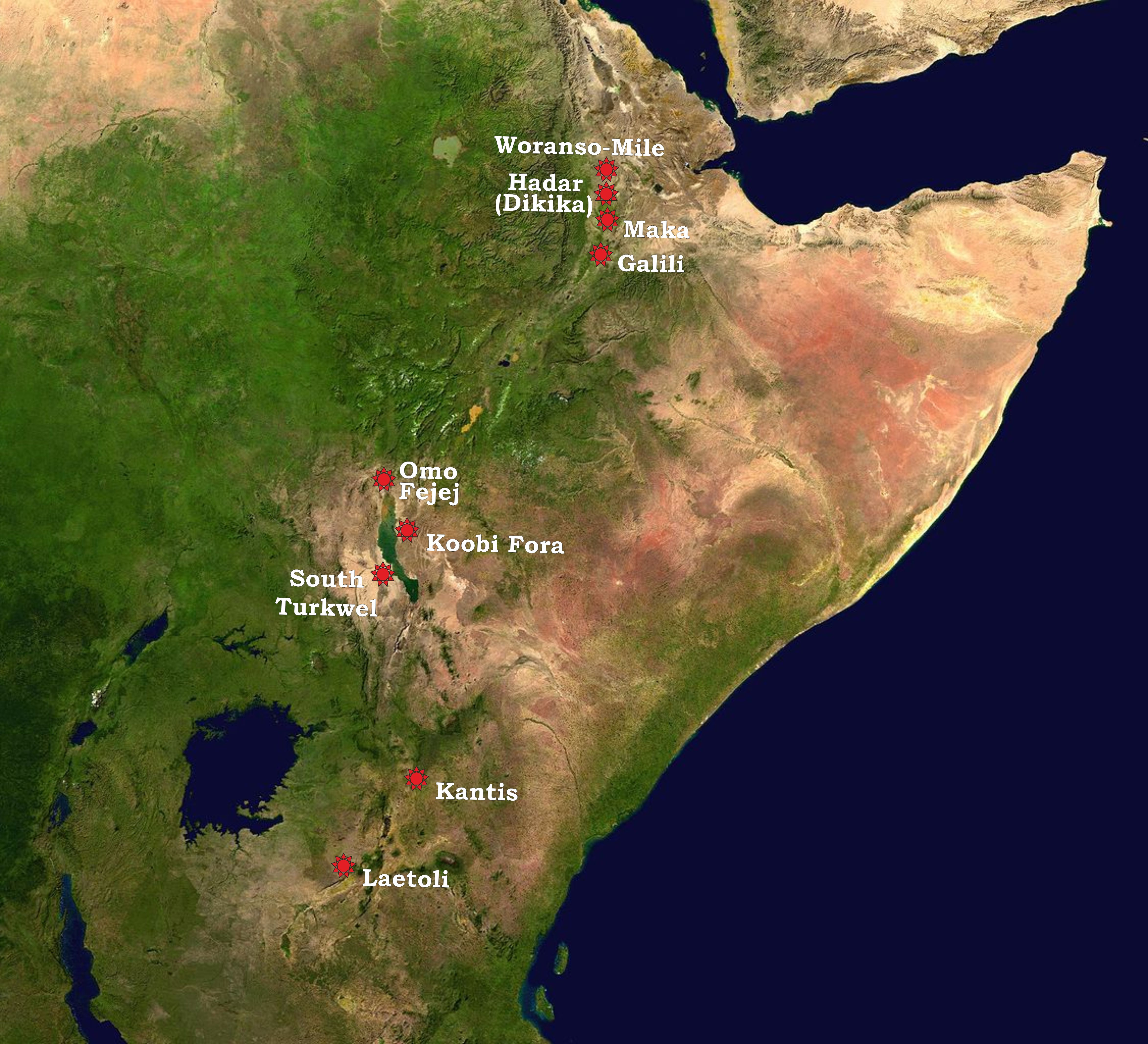
Místa nálezů na satelitní mapě východní Afriky

Australopithecus afarensis byl velmi úspěšným druhem, který obýval rozsáhlé prostory východní Afriky téměř po milion let. Tomu odpovídá i relativně velké množství kosterních ostatků, které bylo dosud objeveno. Představuje je na 500 vzorků z více než 100 jedinců, včetně tří částečně dochovaných koster (samce, samice i mláděte). I díky tomu se jedná o relativně poznaného australopitéka a dobře známá je také jeho vnitrodruhová variabilita. I v případě takto hojně zastoupeného druhu ovšem – stejně jako u jiných vyhynulých homininů – převažují nálezy izolovaných zubů a zlomků čelistí.
Nejvýznamnější informace o afarských australopitécích poskytují četné lokality v Etiopii, přičemž na 90% celkového množství nálezů pochází z oblasti Hadar. Druhou nejbohatší oblastí je Laetoli v Tanzanii.

### První objevy
První nález – spodní levý špičák – zachytil právě v Laetoli Louis Leakey, a to již v listopadu roku 1935. Tento zub představuje nejstarší nález rodu Australopithecus ve východní Africe, správně byl ovšem určen téměř až po padesáti letech, v roce 1981.

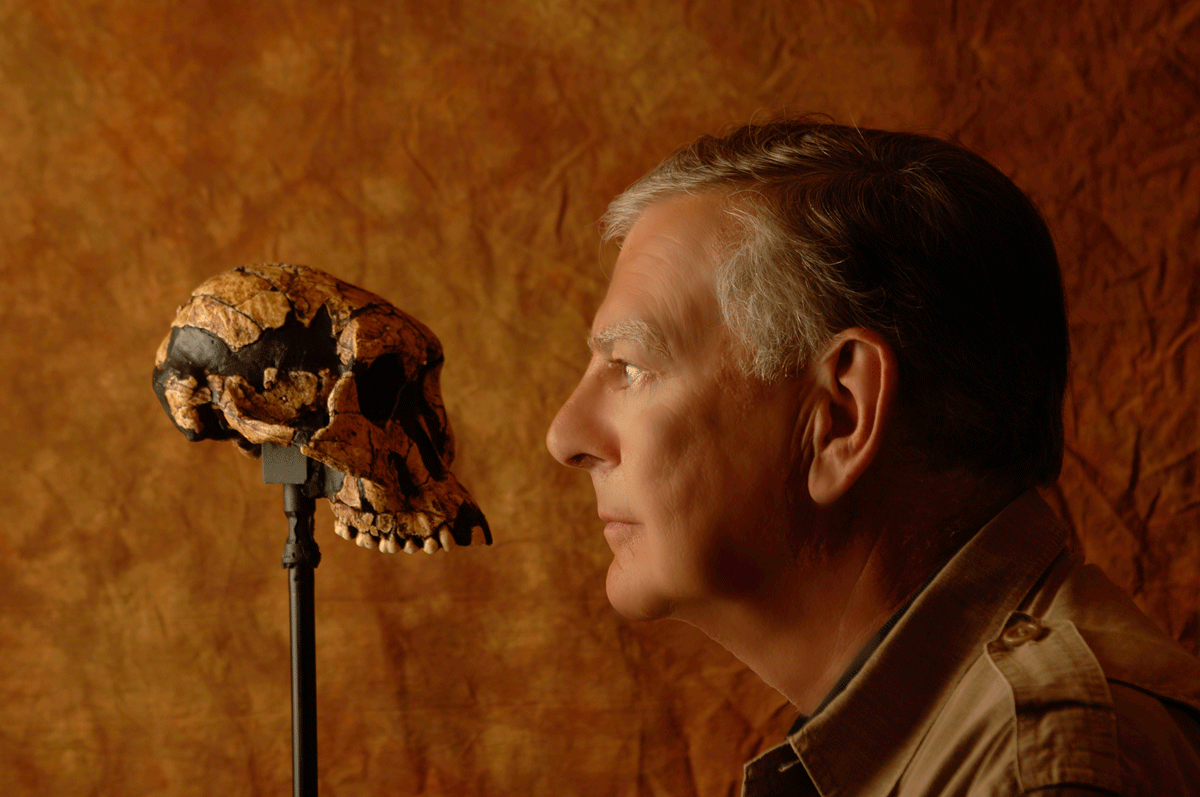
Donald Johanson a model lebky australopitéka

Členové německé expedice, kterou vedl Ludwig Kohl-Larsen spolu se svou ženou Margrethe, zachytili další ostatky v Garusi (část Laetoli) v únoru roku 1939. Tentokrát se jednalo o větší část horní čelisti a dále o izolovanou horní stoličku. Nalezeny byly patrně i další zlomky, které se ale později ztratily, aniž by se zachovala jejich dokumentace. Také tyto ostatky nebylo možné až do závěru 20.  století správně určit. Většina odborníků je považovala za doklad přítomnosti jihoafrického druhu Australopithecus africanus ve východní Africe, někteří v nich ale spatřovali odlišné tvory. Tak bylo pro vzorky z Garusi v roce 1950 navrženo pojmenování Meganthropus africanus podle podobnosti s druhem Meganthropus, nalézaným v té době na Jávě a v roce 1955 označení Praeanthropus africanus.

### Hadar a Laetoli
Ke správnému určení zmíněných nálezů mohlo dojít až po roce 1973, kdy výzkumy etiopské oblasti Hadar začaly vydávat bohaté soubory kostí a zubů časných homininů. Vůbec první vzorky zde byly zachyceny 30. října 1973. Již tyto počáteční objevy byly pozoruhodné, protože představovaly kosti kolenního kloubu, utvářené podobně jako u moderních lidí. Šlo o první nález kolene vyhynulých homininů vůbec, který navíc potvrzoval domněnku, že pliocenní homininé chodili po dvou.

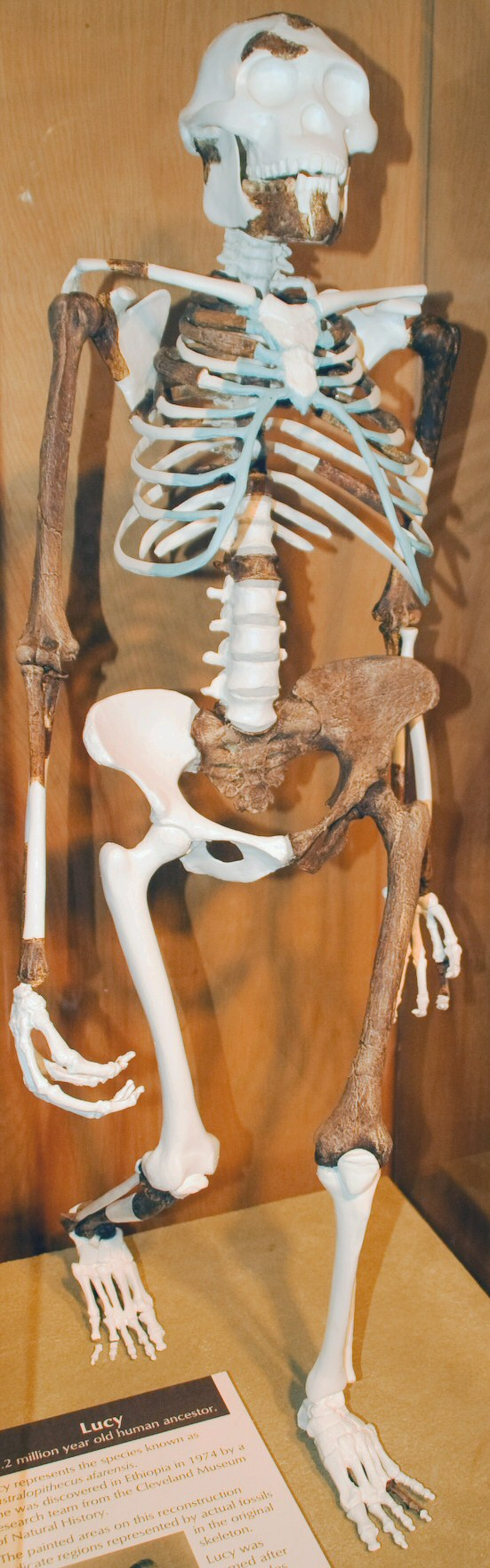
Kostra samice Lucy

Přesto ještě zajímavější se ukázal nález z 24. listopadu 1974, který se stal jedním z nejznámějších paleoantropologických objevů vůbec. Tom Gray a Donald Johanson toho dne zachytili téměř z poloviny zachovanou kostru samice, která dostala kódové označení AL 288-1 a přezdívku Lucy. Její význam spočíval v tom, že nezvykle dobré dochování umožnilo poměrně přesně rekonstruovat celkový vzhled i způsob života časných homininů. I přesto, že později podobných nálezů částečných koster přibylo, Lucy je stále vnímána jako vzorový zástupce australopitéků a hojně užívána k mnoha srovnávacím analýzám.
Ve druhé polovině 70. let pak souběžně probíhaly práce v Hadaru i v Laetoli a na obou místech vydaly ještě velké množství nálezů. V Hadaru mezi ně patří i unikátně komplexní soubor ostatků nejméně třinácti jedinců, nalezených společně na jednom místě a označených přezdívkou První rodina (kódové označení AL 333). Donald Johanson a Tim White po srovnání veškerých nálezů z Etiopie i Tanzanie došli k závěru, že kosti jsou si velmi podobné a že i přes velkou geografickou vzdálenost patří jedinému druhu homininů. Přitom se ale nápadně odlišují od jihoafrických ostatků druhu Australopithecus africanus. Své výsledky poprvé publikovali v roce 1978, kdy tvora pojmenovali Australopithecus afarensis, protože Hadar se nachází v etiopském Afarsku. I přes počáteční výhrady některých odborníků byl nový druh rychle přijat, ve své době jako nejstarší známý australopiték a pravděpodobný předek všech mladších homininů včetně člověka. Objevům v Hadaru, jejich podrobnému popisu a zhodnocení bylo dokonce v roce 1982 věnováno celé číslo časopisu American Journal of Physical Anthropology.
Ke všem těmto významným nálezům se navíc v roce 1978 přidružilo zcela ojedinělé zjištění z Laetoli, kde byly na několika místech odhaleny vrstvy sopečného popela staré zhruba 3,5 milionu let a nesoucí početné otisky nohou pliocenních ptáků i savců. Mezi nimi byly objeveny také stopy dvounohých tvorů, patrně jedinců druhu Australopithecus afarensis. Tento objev definitivně potvrdil existenci bipedních homininů v době před 3,5 miliony let.

### Přelom století
V 80. a 90. letech 20. století bylo zachyceno poměrně málo kosterních ostatků, patřících druhu Australopithecus afarensis, ačkoliv byly objeveny některé nové lokality, vyplňující časovou i geografickou mezeru mezi hlavními nalezišti Hadar a Laetoli. Patří k nim nálezy v etiopské oblasti Middle Awash (lokality Maka a Belohdelie) i zjištění z jihoetiopských nalezišť Omo a Fejej. Zjištěna byla také přítomnost afarských australopitéků v Keni, na spojnici Etiopie a Tanzanie. Celkově jsou ale objevy v této zemi vzácné, zlomkovité a obtížně určitelné. Koncentrují se přitom v okolí jezera Turkana, a to jak na jeho západním, tak i východním břehu (lokality Koobi Fora nebo South Turkwel). Výjimkou jsou nepočetné zlomky z lokality Kantis, ležící při jihozápadní hranici Nairobi.
Pokračující odkryvy v Hadaru také přinesly první téměř kompletní lebku afarských australopitéků. Morfologie tváře a mozkovny přitom byla do té doby poznána jen velmi málo.
Další pozoruhodné objevy byly oznámeny na počátku 21. století. Od roku 2004 probíhá výzkum v oblasti Woranso-Mile, odkud pochází ostatky staré 3,6 – 3,8 milionu let. Blíží se tak již době výskytu druhu Australopithecus anamensis. Většinu nálezů tvoří jako vždy jednotlivé zuby a zlomky čelistí, v roce 2005 však byla zachycena i částečně dochovaná kostra samce, přezdívaného Kadanuumuu (kód KSD-VP-1/1).
Velký význam mají také zjištění z lokality Dikika, nacházející se v těsném jižním sousedství oblasti Hadar. Zde byla v roce 2000 kromě zlomku spodní čelisti odhalena i velmi dobře dochovaná kostra zhruba tříletého mláděte, odhalující množství detailů o ontogenezi australopitéků. Vedle katalogového kódu DIK-1-1 získala přezdívku Selam. Táž lokalita vydala další unikátní nález ještě v roce 2009. Ve vrstvách starých zhruba 3,4 miliony let zde byly zachyceny dvě nevelké zvířecí kosti, nesoucí několik zářezů. Tyto rýhy mohly být vytvořeny při snaze o rozbití kostí kameny, což by naznačovalo nejen zájem australopitéků o masitou potravu (morek), ale i schopnost využívat k jejímu získávání kamenné nástroje.

### Datace
Díky tomu, že ve východní Africe probíhala v pliocénu aktivní sopečná činnost, doprovázená ukládáním četných vrstev sopečného popela, lze mnohé z nalezených ostatků poměrně přesně datovat, a to především pomocí radiometrických metod.
Ukazuje se tak, že Australopithecus afarensis obýval východní Afriku téměř po jeden milion let. Nejstarší zástupce tohoto druhu v současnosti představují nálezy z Woranso-Mile (stáří 3,6 - 3,8 milionu let), zatímco nejmladší ostatky, staré jen 2,9 milionu let jsou získávány v jihoetiopské oblasti Omo. Laetoli se stářím nejméně 3,6  milionu let přitom patří ke starším lokalitám, zatímco jedinci z Hadaru a Dikiky žili zhruba před 3,4 - 2,9 miliony let. Keňské nálezy z okolí jezera Turkana jsou datovány zhruba do doby před 3,3 miliony let.

## Popis
Nálezy druhu Australopithecus afarensis jsou typické výrazným rozpětím ve velikosti i značnou variablitou morfologických znaků, kterou potvrzuje prakticky každý nový nález. Udávané odhady hmotnosti i výšky se proto různí, nejčastěji se hodnoty pohybují v rozpětí 30 – 50 kg při výšce 100 – 160 cm.
Všeobecně se předpokládá, že pro tyto homininy byl typický značný pohlavní dimorfismus, kdy samci mohli být i o polovinu větší než samice, podobně jako u goril nebo orangutanů. Někteří badatelé ale s myšlenkou výrazných rozdílů ve velikosti samců a samic nesouhlasí a předpokládají minimální odlišnosti, snad jen o málo větší než u moderních lidí. Ve skutečnosti podle nich může být dojem velkého pohlavního dimorfismu důsledkem srovnávání nálezů z širokého geografického i časového rozpětí.
O celkovém vzhledu lze obecně říci, že hlava se blížila spíše lidoopům, zatímco tělo již neslo početné znaky lidské. Na rozdíl od moderních lidí však měli afarští australopitékové krátké dolní končetiny v porovnání s délkou paží. Tento nepoměr se ale objevuje i u některých mladších homininů (Australopithecus africanus, Homo habilis), kde může být dokonce ještě výraznější.
Délka a průběh ontogeneze se u druhu Australopithecus afarensis patrně příliš nelišila od současných lidoopů. Téměř shodná je totiž velikost mozku i postup prořezávání zubů.

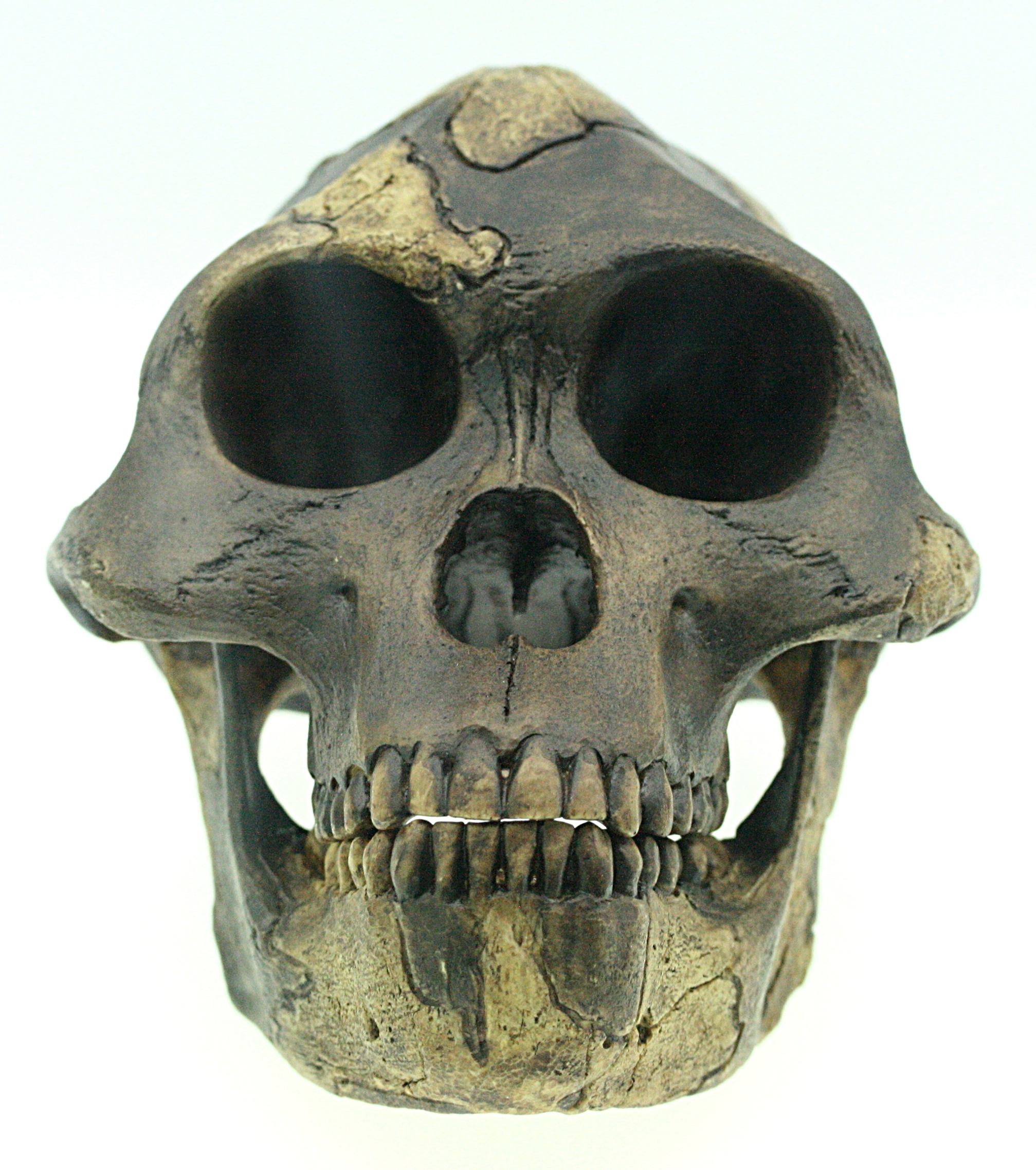
Rekonstrukce lebky samice Lucy

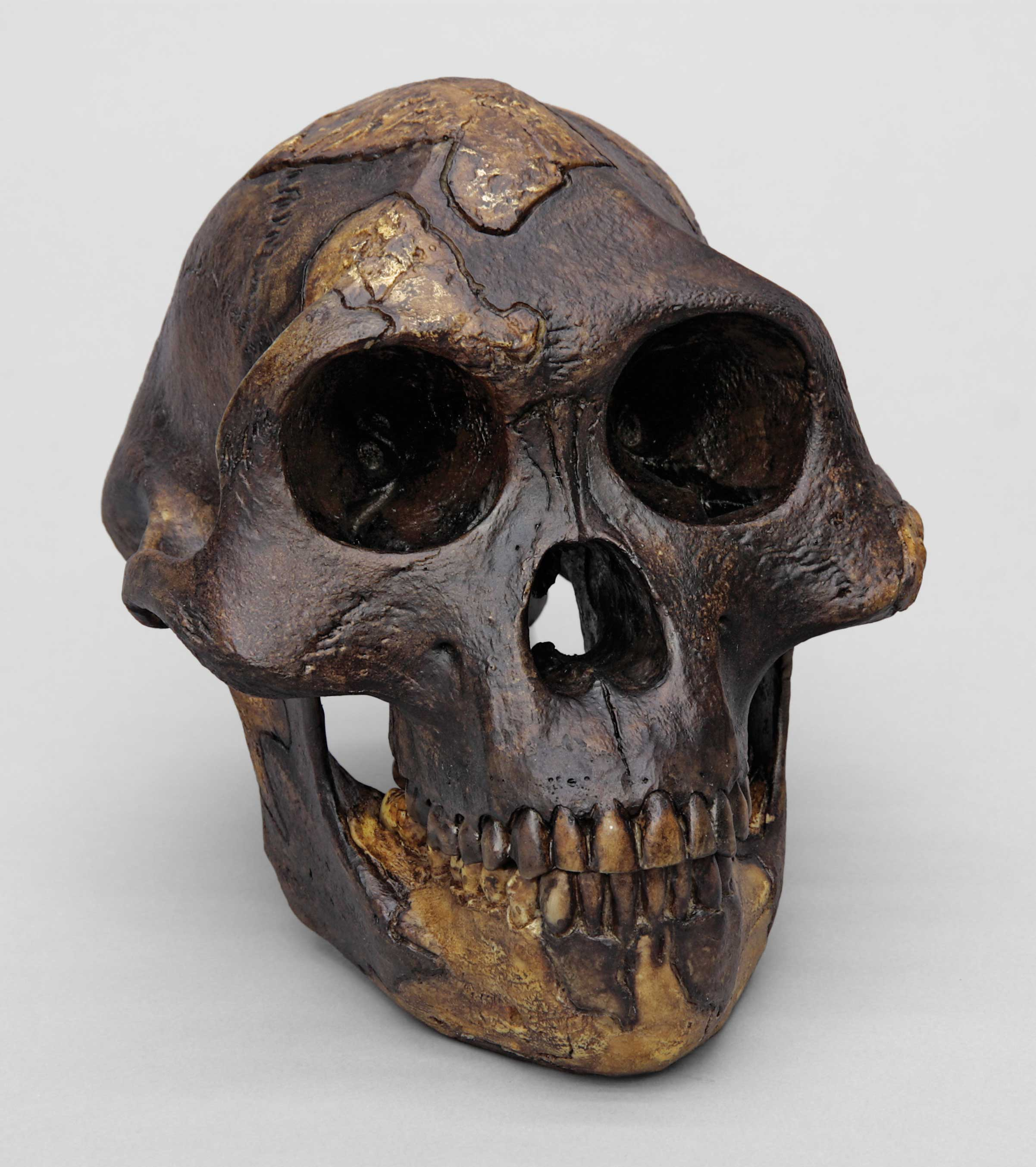
Rekonstrukce lebky samice Lucy

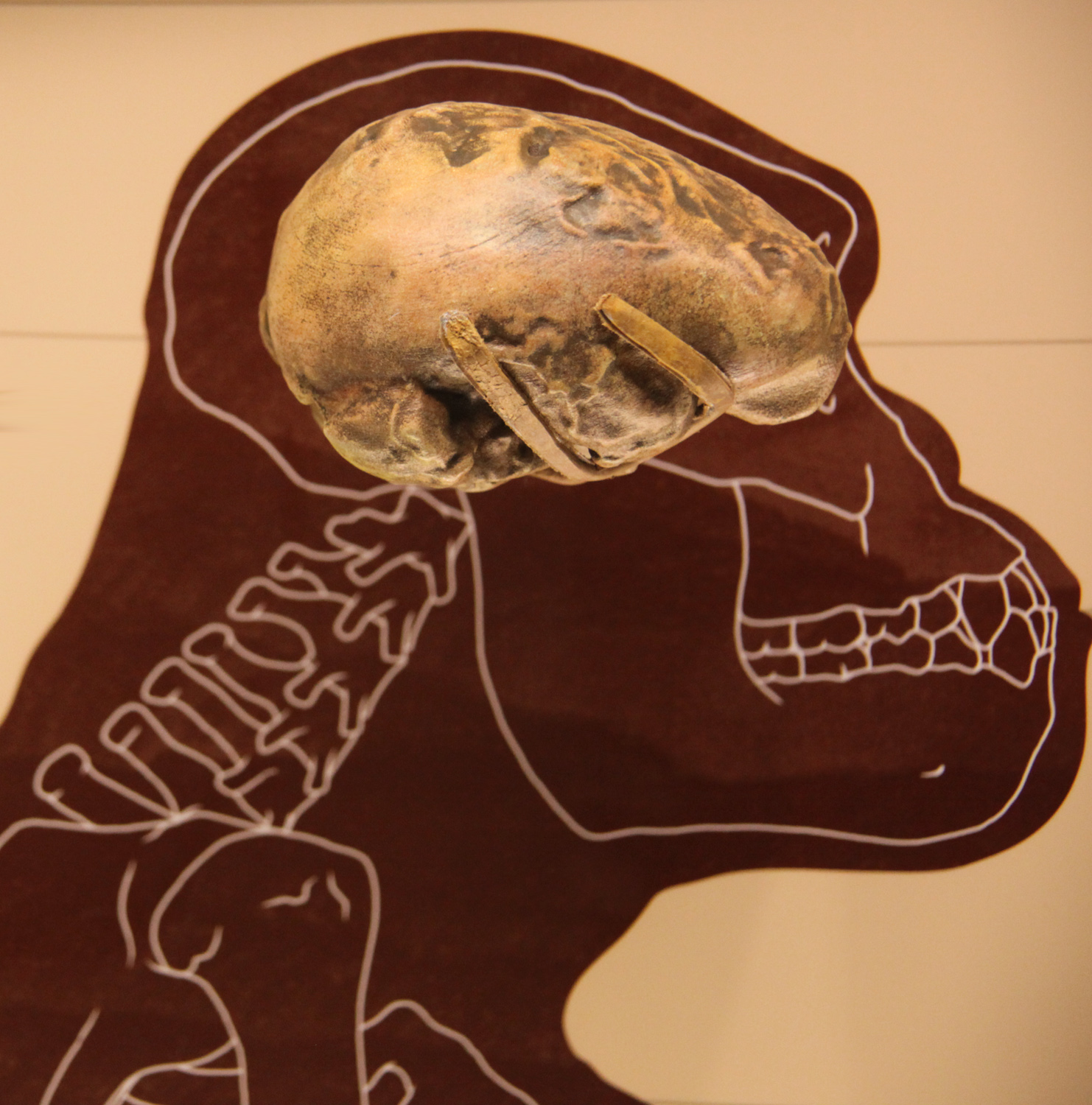
Lebka a mozek druhu Australopithecus afarensis

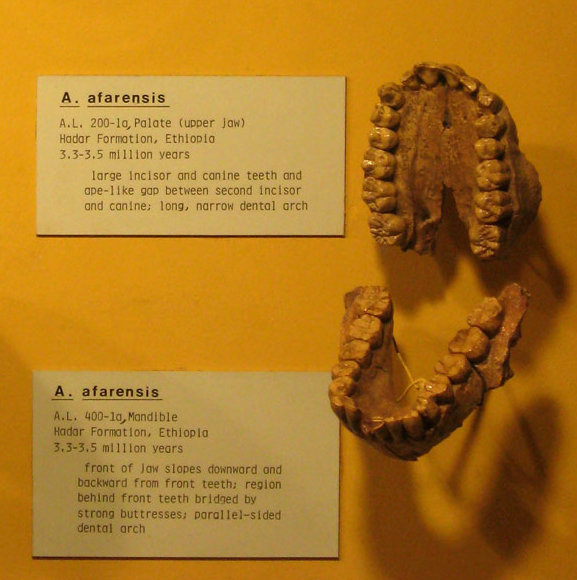
Čelisti a zuby druhu Australopithecus afarensis

### Lebka
Znaky mozkovny:
- protáhlý, úzký tvar podobně jako u šimpanzů
- malý objem – velikost mozku se pohybuje při horní hranici rozpětí moderních lidoopů, v intervalu asi 380 – 550 cm³, s průměrem kolem 450 cm³
- dobře patrné úpony silných šíjových svalů, vyvažujících hlavu s masivními čelistmi (šíjový hřeben crista nuchae)
- u větších jedinců – patrně samců – i zřetelný úpon dobře vyvinutého spánkového svalu (šípový hřeben crista sagittalis)
- silně pneumatizovaná spánková kost (os temporale) podobně jako u šimpanzů
- výrazné zúžení lebky za očnicemi, poskytující dostatek prostoru pro velký spánkový sval
- primitivně mělká a široká jamka pro připojení dolní čelisti (fossa mandibularis)
- velký a zploštělý bradavkový výběžek (processus mastoideus)
- vnější zvukovod oválného tvaru, již s širším vstupním otvorem a se silnou bubínkovou kostí
- vnitřní ucho probíhající horizontálně jako u lidoopů, ne šikmo jako u druhu Australopithecus africanus
- primitivně plochá spodina lebeční
- vpřed posunutý velký týlní otvor (foramen magnum) v porovnání s lidoopy
- týlní kosti s otisky žilních splavů sulcus sinus occipitalis a sulcus sinus marginalis, stejně jako u robustních australopitéků, ale odlišně od druhů Australopithecus africanus i zástupců rodu Homo

Znaky obličeje:
- široká, miskovitá tvář s vystupujícími lícními kostmi a plochým nosem
- vzad ubíhající čelo
- výrazné nadočnicové oblouky
- malá vzdálenost mezi očnicemi
- úzký, ze stran ostře ohraničený nosní otvor
- chybějící zpevňující prvky obličeje (přední pilíře), typické pro jihoafrické australopitéky
- silně vyklenuté jařmové oblouky (pro dobře vyvinutý žvýkací sval musculus masseter), vybíhající z čelisti nad prvními stoličkami, tedy poměrně vzadu jako u lidoopů
- výrazně vystupující čelisti, bližší spíše lidoopům než člověku
- konvexně vyklenutá část horní čelisti v prostoru pod nosem
- chybějící bradový výběžek dolní čelisti

Znaky na zubech:
- celkově masivní žvýkací aparát
- primitivně mělké (ploché) patro
- spíše sevřená, rovná přední část zubního oblouku, u větších jedinců již ale rozšířená a zaoblená, směřující k typicky lidskému parabolickému tvaru dentice
- zadní zuby v paralelních, jen mírně rozevřených řadách, obdobně jako u lidoopů
- méně namáhané a opotřebené přední zuby (řezáky, špičáky) než u druhu Australopithecus anamensis
- poměrně velké centrální řezáky, absolutně i v porovnání s postranními řezáky
- redukované špičáky, stále však větší než u mladších homininů, asymetrické a mírně vyčnívající z řady zubů
- špičáky u samců ještě lehce výraznější než u samic, i když jen minimálně
- u některých jedinců stopy zanikajícího, již nefunkčního ostřícího komplexu[25] na hranách špičáků a třenových zubů
- poměrně častý výskyt zbytků diastemy – mezery mezi špičáky a třenovými zuby v dolní čelisti i mezi druhými řezáky a špičáky horní čelisti
- nastupující megadoncie, typická pro australopitéky – v porovnání s řezáky a špičáky i s celkovou velikostí těla mírně zvětšené zadní zuby (třenové zuby, stoličky), zesílená zubní sklovina
- třenové zuby většinou se dvěma kořeny
- spodní třenové zuby jen vzácně molarizované (utvářené obdobně jako stoličky) – obvykle primitivní, asymetrické, s jedním hrbolkem – vzácně se objevují i symetričtější a dvojhrbolkové exempláře, blížící se molarizovaným třenovým zubům mladších homininů
- velké, tupé stoličky s nízkými zaoblenými hrbolky

### Trup
- mohutný, trychtýřovitý tvar hrudníku jako u šimpanzů (novější nálezy ale ukazují, že rozšíření spodní části patrně nebylo tak výrazné, jak předpokládaly starší rekonstrukce)[26]
- první žebro skloubené jen s prvním hrudním obratlem, bez kloubní plochy pro sedmý krční obratel jako u všech primátů mimo lidí

- bederní obratle s poměrně malým tělem a nápadně dlouhými výběžky, podpírajícími silné zádové svalstvo
- pánev nesoucí všechny významné znaky lidské bipední chůze, celkově bližší lidem než lidoopůmRekonstrukce pánve samice Lucy

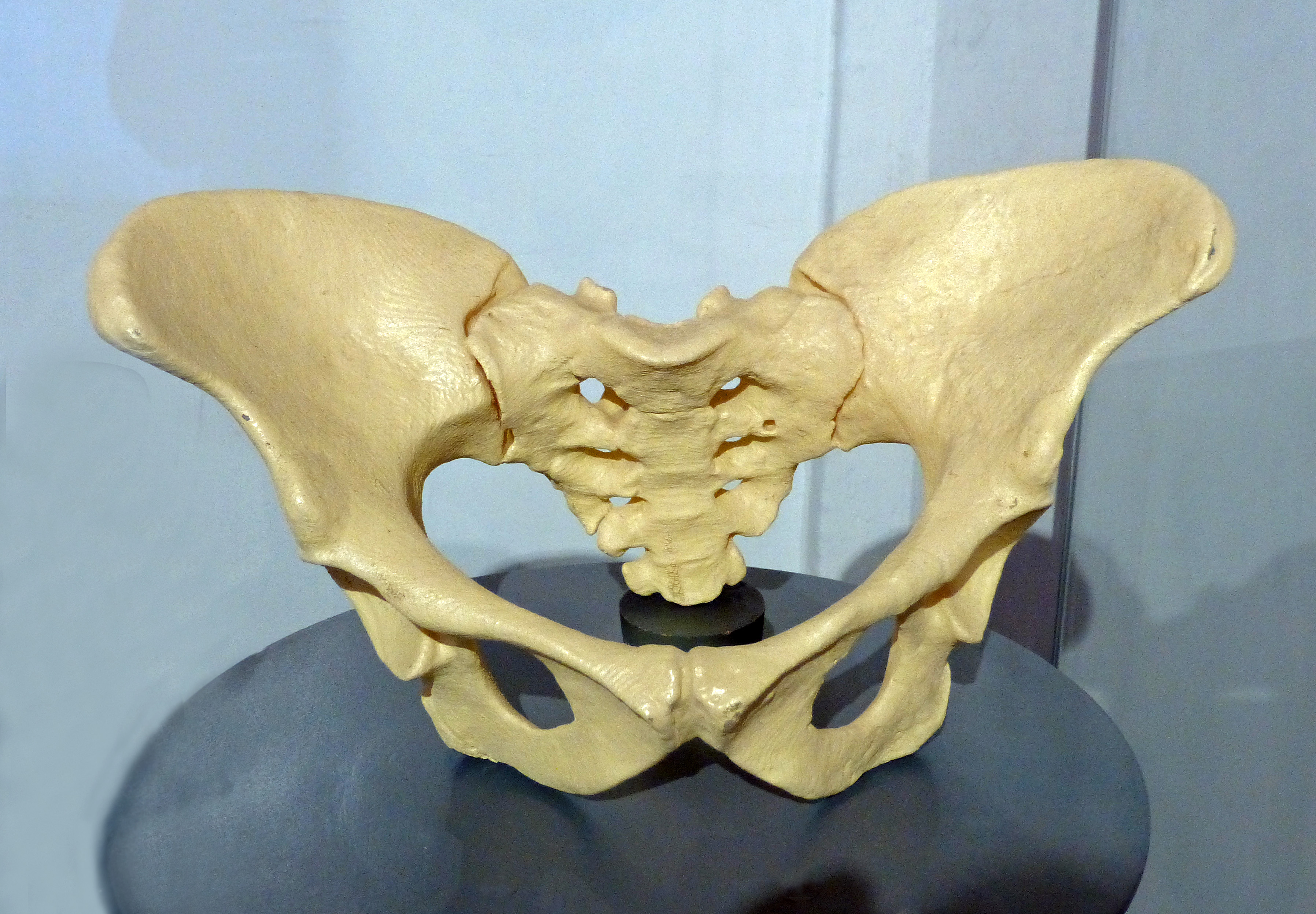
Rekonstrukce pánve samice Lucy

- svébytný, platypeloidní tvar pánve (z boku na bok velmi široká, ale v předozadním směru plochá)
- kyčelní kost široká, výrazně kratší než u lidoopů (ale v porovnání s lidmi stále prodloužená)
- lopaty kyčelní kosti stočené vpřed, ale ne tak výrazně jako u lidí
- dobře vyvinutý velký sedací zářez (incisura ischiadica) i přední dolní trn kyčelní (spina iliaca anterior inferior)
- velikost a rozložení svalů pánevní oblasti podobné moderním lidem
- primitivně mělká jamka kyčelního kloubu (acetabulum)
- široká, vzad ukloněná křížová kost

### Horní končetina
- robustní, dobře osvalené paže, delší než u lidí, ale kratší než u lidoopů
- lopatka s primitivní, kraniálně orientovanou jamkou ramenního kloubu (cavitas glenoidalis)
- hlavice pažní kosti spíše lidská – více eliptická než u lidoopů, s poměrně výrazným malým hrbolkem (tuberculum minus) a mělčím žlábkem sulcus intertubercularis pro šlachu dvojhlavého pažního svalu
- distální část pažní kosti s dobře vyvinutým vnějším epikondylem (epicondylus lateralis)
- jamka pro výběžek loketní kosti (fossa olecrani) bez strmé laterální hrany, typické pro lidoopy
- proximálně vystupující výběžek loketní kosti (olecranon), jako u lidí
- prostorný karpální tunel, umožňující silný úchop
- značně pohyblivé zápěstí
- celková stavba a proporce ruky téměř zcela lidské, v porovnání s šimpanzi zkrácené záprstní kosti i články prstů kromě palce
- mírně zakřivené články prstů jako u lidoopů
- konečky prstů bez širokých masitých bříšek, bližší šimpanzům než lidem

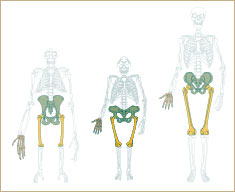
Rozdíly pánve a stehenních kostí: zleva šimpanz - Australopithecus - člověk

### Dolní končetina
- krátká stehenní kost (jako u lidoopů), s malou hlavicí
- nápadně dlouhý krček stehenní kosti s oválným průřezem (předozadně zploštělý)
- vnitřní stavba krčku stehenní kosti odpovídající bipední chůzi – vrstva hutné kostní tkáně je ve spodní části silnější než v horní části
- zvýšený bikondylární úhel, valgózní koleno – distální část stehenní kosti je výrazně ukloněná do středu těla (vzhledem k extrémně široké pánvi dokonce víc než u lidí)
- široký a stabilní kolenní kloub i kotník, s lidskou stavbou, schopné nést váhu vzpřímeného těla
- svisle postavená, nevbočená holenní kost
- silné lýtkové svaly
- primitivně krátká Achillova šlacha
- prodloužená patní kost s lidskou stavbou
- chodidlo celkově plošší a pohyblivější než u lidí, ale tužší než u lidoopů, s příčnou a snad i podélnou klenbou [27]
- primitivně dlouhé a zakřivené články prstů
- robustní a relativně krátký palec, přitažený k ostatním prstům, ale částečně ještě schopný pohybu do strany

## Způsob života

### Životní prostředí
Početné, mnohdy velmi dobře prozkoumané lokality umožňují detailní náhled na prostředí, které afarští australopitékové obývali. Veškeré analýzy ukazují zejména na značnou ekologickou toleranci druhu. Ostatky australopitéků jsou nalézány v místech, na nichž jsou pro období pliocénu rekonstruovány velmi rozdílné biotopy, od sušší, otevřené travnaté krajiny s ostrůvky křovin až po prosvětlené či hustší lesy, spojované nejčastěji se záplavovým územím řek a jezer. Obvykle se předpokládá život v pestré, mozaikovité krajině, poskytující různé zdroje potravy i dostatek úkrytů. Sledované odlišnosti ale mohou odrážet také drobné lokální změny krajiny v čase.
I přesto, že se afarští australopitéci patrně neomezovali na jediný, úzce vymezený biotop, zdá se, že přednost dávali spíše zalesněnému prostředí s dostatečným množstvím vláhy. Ani okolní otevřenější krajině ve větší vzdálenosti od vody se však zřejmě nevyhýbali a dokázali ji s úspěchem využívat. Častějšímu pohybu ve více či méně uzavřeném lesním prostředí by mohl nasvědčovat i poměrně malý vzrůst.

### Strava
Obecně se předpokládá, že zástupci druhu Australopithecus afarensis byli převážně býložraví, ale nepříliš specializovaní. Upřednostňování rostlinné stravy podporuje i vcelku mohutný hrudník a trup, poskytující dostatek prostoru pro objemný trávicí trakt. Lze se domnívat, že ani konzumace drobných živočichů, hmyzu nebo vajec nebyla afarským australopitékům cizí, ačkoliv základ jídelníčku patrně netvořila. Na tendence k využívání živočišné potravy a postupný přechod ke všežravosti by mohly ukazovat nálezy pořezaných zvířecích kostí z oblasti Dikika.

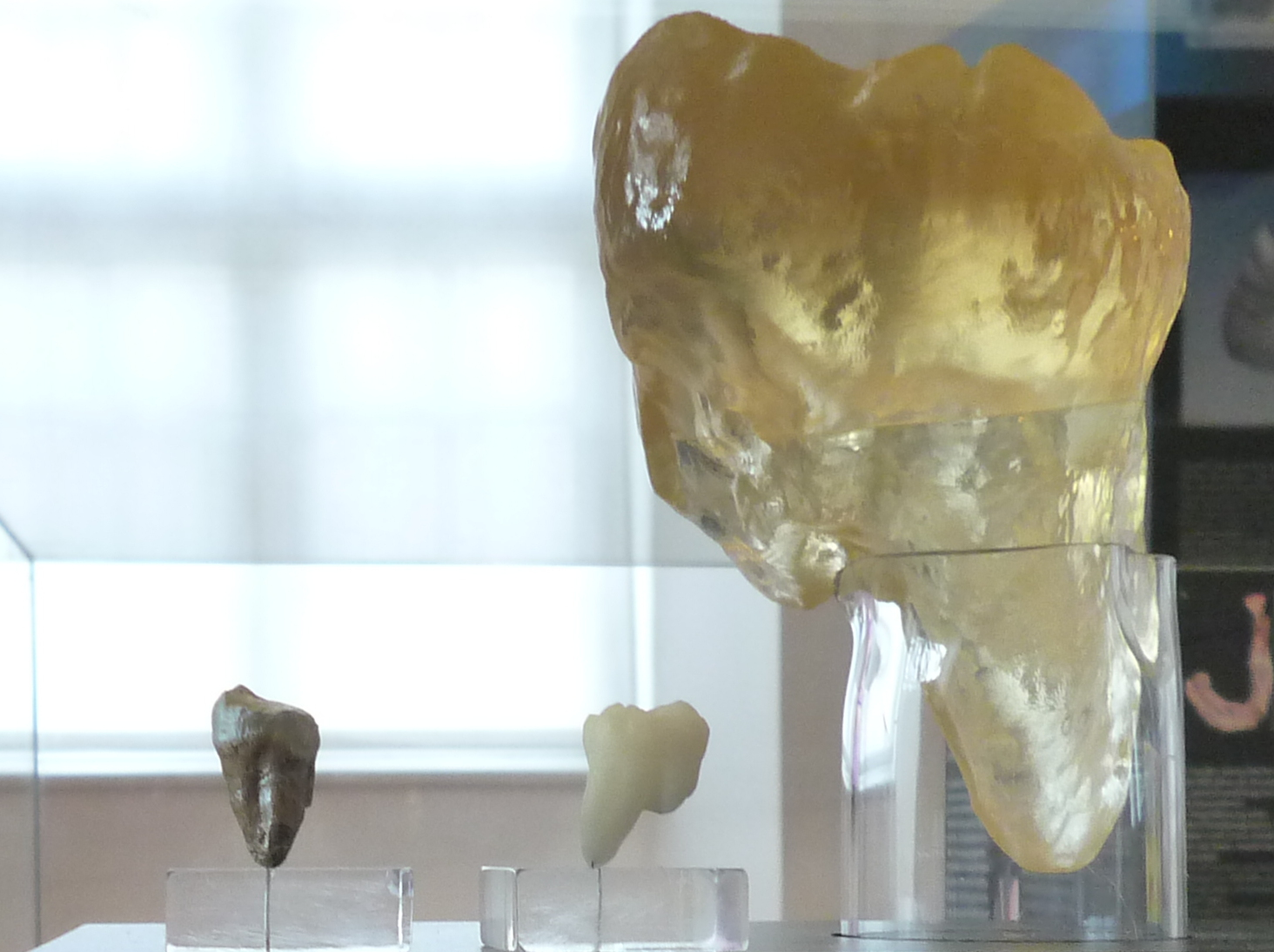
Originál a dva modely stoličky z Galili

Stejně jako u ostatních australopitéků se i u tohoto druhu projevují typická zesílení žvýkacího aparátu – masivnější dolní čelist, velké žvýkací svaly, velké stoličky a silnější zubní sklovina. Tyto znaky se většinou pokládají za známku častější konzumace tuhé nebo tvrdé a abrazivní potravy (ořechy, semena, kořínky, hlízy), což může souviset s klimatickými změnami, ústupem lesů i s postupným vysušováním a rostoucí sezónností prostředí. Důvodem mohlo být i hledání nových potravních zdrojů a rozšiřování spektra využitelných biotopů.
Zvýšený příjem výrazně tvrdé potravy ovšem příliš nepodporují analýzy mikroskopických stop opotřebení skloviny. Povrch studovaných zubů je pokrytý především jemnými rýhami podobně jako u moderních goril, což ukazuje spíše na častou konzumaci listů a bylin. Objevují se ale i drobné odštěpky či důlky jako na zubech dnešních paviánů, živících se ovocem, semeny a hlízami. Analýza izotopů uhlíku ze zubní skloviny již ukazuje na zvýšenou konzumaci zdrojů z otevřených plání (traviny, jejich semena i zásobní orgány) v porovnání se starším druhem Australopithecus anamensis, který se více orientoval na potravu z lesních porostů.
Není tedy snadné určit převažující složky potravy a spíše je pravděpodobné, že afarští australopitékové byli schopní využívat široké spektrum potravních zdrojů, což mohlo být v měnícím se prostředí výhodné. K rozvoji robustního žvýkacího aparátu mohla spíše než denní rutina přispět jen krátkodobá, ale kriticky významná konzumace méně oblíbených zdrojů. Tužší hlízy, kořínky a semena mohly být důležitými záložními zdroji, využívanými v méně příznivých částech roku, kdy nebyl dostatek měkčí, na zpracování méně náročné potravy. Tomu by mohlo odpovídat i množství škrábanců na nalezených zubech, které je kromě konzumace listů vysvětlováno i možnou přítomností jemných abrazivních složek na povrchu konzumovaného jídla, nikoliv přímo v něm. Mohlo by se jednat například o zbytky zeminy na podzemních hlízách a oddencích.
Zajímavé je, že stopy opotřebení zubů se v průběhu dlouhého výskytu druhu Australopithecus afarensis prakticky nemění a výrazně se v tomto ohledu neliší ani nálezy z různých lokalit. To znamená, že přijímaná potrava byla na rozsáhlém území, v různých typech prostředí a v různém čase stále přibližně stejná. Na nalezených ostatcích není patrný postupný přesun k tvrdší, mechanicky náročnější potravě, který by měl souviset s vysušováním klimatu a s ústupem stromů a keřů s měkkými plody. V čase či prostoru se neměnil ani podíl obživy z otevřených savan vůči potravě z lesních porostů. Afarští australopitékové tak v jakémkoliv prostředí vyhledávali stále stejné zdroje a patrně od počátku získávali obživu ve větším množství biotopů.

### Pohyb
Téměř žádný z odborníků nepochybuje o tom, že se Australopithecus afarensis pohyboval vzpřímenou dvojnohou chůzí. Pro běžně užívanou bipedii svědčí početné morfologické znaky kostry, především téměř lidské utváření pánve, stehenní kosti, kyčelního, kolenního i hlezenního kloubu, obdobné rozložení svalů a vazů v oblasti hýždí a stehen nebo palec na noze s omezenou hybností.
Předmětem neustávajících diskusí je ovšem způsob a efektivita chůze. Většina badatelů nepochybuje o plně bipedním pohybu lidského typu, nejvýše s několika málo specifickými znaky. Přesto část autorů uvažuje o málo dokonalé chůzi s neúplně protaženými koleny a kyčlemi. Ojediněle se však objevují i málo podporované názory, které například na základě utváření obratlů předpokládají pohyb převážně po všech čtyřech končetinách.
Způsob chůze mohl ovlivnit už jen odlišný poměr končetin v porovnání s moderními lidmi, tedy krátké nohy a dlouhé ruce. Odlišnosti ve způsobu stabilizace nohou i trupu mohly navíc způsobovat mírné kolébání nebo větší rotaci v pánvi a v ramenou během chůze, pohyb tak mohl připomínat nedokonalou bipedii malých dětí ve věku dvou až tří let. Někteří odborníci předpokládají, že chůze byla energeticky náročnější a že ji australopitékové nedokázali využívat pro přesuny na velké vzdálenosti a nebo ve velké rychlosti. Na druhou stranu měl afarský australopiték některé přednosti, které mu mohly pohyb usnadňovat a zčásti vyvažovat nevýhody. Například nápadně široká pánev se zdá být pro bipedii dokonce výhodnější než pánev moderních lidí, u nichž zřejmě muselo dojít ke kompromisu mezi efektivní bipedií a potřebou rozšíření porodního kanálu pro novorozence se zvětšujícím se objemem mozku. Australopithecus afarensis tak není pouhým přechodem mezi lidoopi a lidmi, ale zcela svébytným tvorem, plně přizpůsobeným daným podmínkám, který byl ve svém prostředí schopný žít poměrně dlouho a úspěšně.
Stejně tak nebylo dosud dosaženo jednoty v otázce, zda a nakolik ještě afarský australopiték využíval pohyb v korunách stromů, protože jeho kostra nese znaky, typické pro stromové nebo částečně stromové primáty. Jedná se například o robustní, dobře osvalenou pažní kost, delší předloktí, pohyblivá ramena i zápěstí, dlouhé prohnuté prsty schopné pevného úchopu nebo částečně odtažitelný palec na noze. Další vhodné adaptace už ale schází. Odborníci se tudíž nemohou shodnout, zda jsou pozorované znaky skutečně odrazem částečně stromového života a nebo zda se jedná jen o nepoužívané pozůstatky, které ještě nestihly zcela vymizet.
V každém případě již šplhání ve větvích ztratilo oproti starším hominidům na významu a některé znaky, výhodné pro život v korunách stromů byly obětovány ve prospěch bipední chůze. Australopithecus afarensis se tak ve větvích musel pohybovat svébytným způsobem, jinak než lidoopi, ale i lidé.
Je pozoruhodné, že znaky pohybu ve větvích jsou mnohem zřetelnější na ostatcích menších jedinců, kteří jsou pokládáni za samice. To by znamenalo, že samci mohli v korunách stromů trávit mnohem méně času a že více než samice využívali pozemní chůze. Důvodem může být pouze jejich větší vzrůst a váha, podobně jako je tomu u současných goril. Rozdíly mohly být dány i věkem – zatímco kostra tříleté samičky Selam se utvářením lopatky blíží víc gorilám než lidem a ukazuje na časté využití stromů, ramenní pletenec dospělých jedinců a zvláště samce Kadanuumuu vykazuje jen málo patrné znaky pohybu ve větvích. Zdá se, že alespoň dospělí samci mohli stromové patro využívat jen výjimečně, při hledání obživy, ale i jako úkryt před predátory nebo bezpečný prostor k přespání.
Adaptace k bipedii mimo jiné ovlivnily i možnosti rozmnožování. Platypeloidní tvar pánve je u moderních lidí velmi nevhodný pro porod, který v tom případě bývá značně komplikovaný až nemožný. Pro samice australopitéků mohl být relativně bezproblémový díky malému objemu mozku, a tudíž i malé hlavičce novorozenců. Přesto již plod zřejmě nemohl procházet porodními cestami přímo jako u šimpanzů, ale byl donucen k částečné rotaci. Zároveň se ovšem nemohl v předozadně zploštělé pánvi otáčet jako u lidí a hlavička tak nejspíše procházela pánví příčně, čelně orientována k jednomu z kyčelních kloubů. Komplexnější, „lidský“ porod s plnou rotací plodu se patrně vyvinul až během pleistocénu, souběžně se zvyšováním lebeční kapacity rodu Homo, stal se však jedním z nejsložitějších ve zvířecí říši.

### Kultura
Obecně se předpokládá, že afarští australopitékové již mohli využívat jednoduché nástroje – větve, klacíky nebo neupravené valouny. Otázkou ovšem zůstává četnost takové činnosti a také její význam ve vývoji směrem k člověku. Nástroje totiž poměrně často využívají nejen dnešní šimpanzi, gorily a orangutani, ale i jiné druhy zvířat (vydry, makakové). Nejstarší známé kamenné nástroje, které jsou záměrně upravené štípáním, však pocházejí až z doby před 2,6 miliony let, kdy již zástupci druhu Australopithecus afarensis vyhynuli.
O to významnější je nález dvou zvířecích kostí z oblasti Dikika, nesoucích na povrchu drobné zářezy jako první možný doklad používání nástrojů. Tvar těchto stop vylučuje jinou možnost jejich vzniku (náhodné poškození působením vodního toku nebo přechodem zvířat, otisky zubů, aj.). Důležitý je také fakt, že se jedná o první známé doklady, spojené se snahou o přístup k živočišné potravě. Přesto se neuvažuje o aktivním lovu velkých zvířat, ale spíše o využívání kořisti jiných masožravců, tedy o oškrábání posledních zbytků masa nebo rozbití kosti za účelem získání morku. Nelze však určit, zda byl k tomuto účelu použit předem připravený, záměrně vyrobený nástroj nebo jen vhodný neopracovaný kámen, nesoucí nejvýše přirozeně zaostřenou hranu.

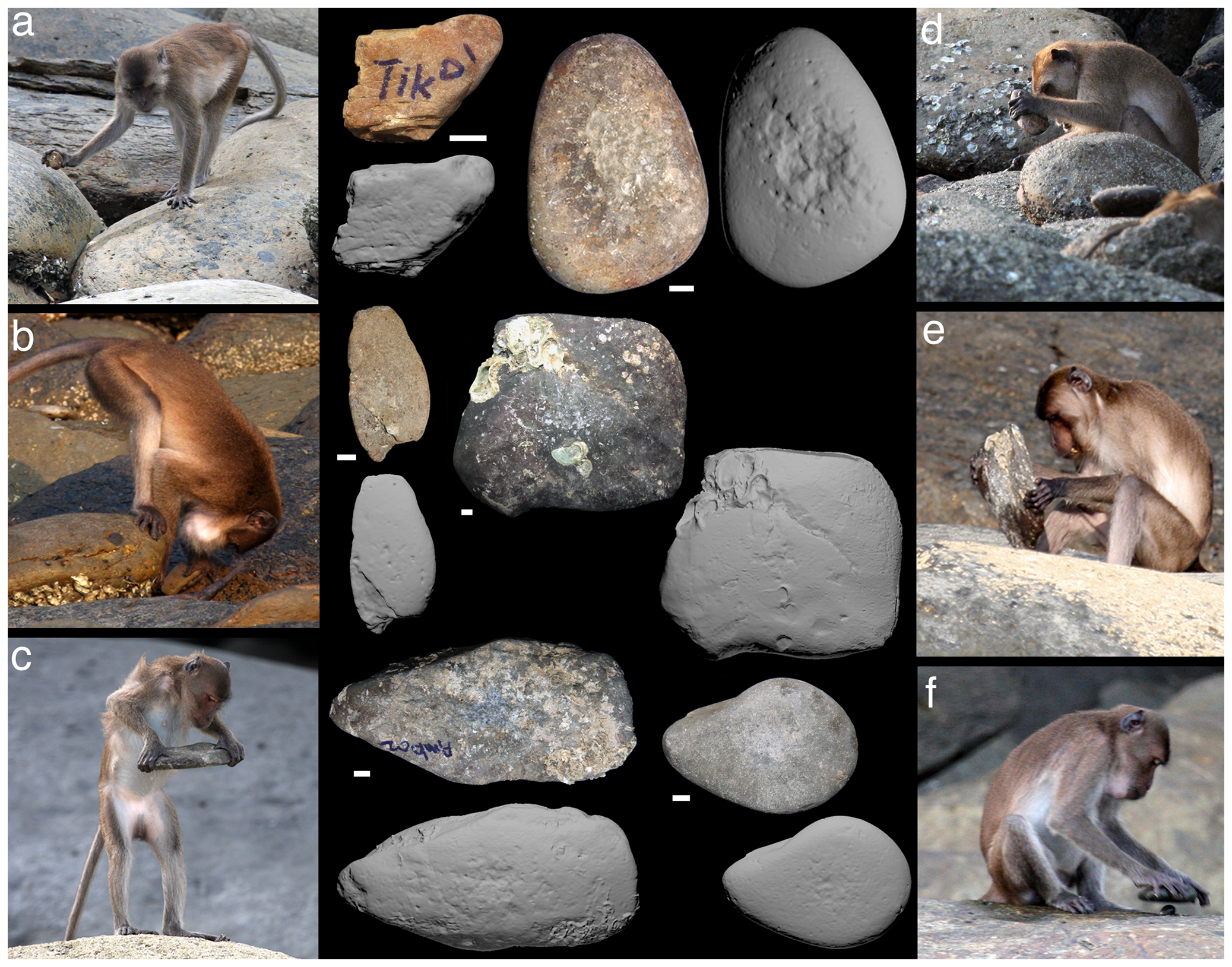
Kamenné nástroje dnešních makaků jávských

Také není zcela jasné, zda byla ruka afarských australopitéků již dostatečně přizpůsobena jemné manipulaci, kterou výroba nástrojů vyžaduje. Kostra ruky sice bývá často popisována jako podivuhodně moderní a blízká lidem (především proto, že prsty nejsou v porovnání s palcem tak dlouhé jako u goril nebo u šimpanzů), články prstů jsou ovšem stále poměrně zakřivené a také úpony svalů svědčí spíše o hrubších manipulačních schopnostech. Chybí masité, silně inervované a citlivé konce prstů. Zatímco někteří odborníci již nepochybují o schopnosti tzv. precizního gripu, kdy je možné pevně spojit ukazovák a palec bříšky k sobě, většina možnost jemné přesné práce rukou odmítá. Poukazuje přitom na některé adaptace na pohyb ve větvích, které dosud bránily plnému rozvoji lidských manipulačních schopností.
Vzhledem k chybějícím analogiím lze jen obtížně rekonstruovat společenskou organizaci. Kvůli nápadnému pohlavnímu dimorfismu se nepředpokládá, že by afarští australopitékové tvořili monogamní páry. Spíše žili ve větších skupinách podobně jako moderní afričtí lidoopi. I přes velké rozdíly v tělesných rozměrech však již není mezi samci a samicemi velký rozdíl v délce špičáků. To znamená, že tyto zuby již oproti lidoopům neměly význam v bojích o samice nebo teritorium.
Struktura hltanu a hrtanu zůstávala podle utváření spodiny lebeční obdobná jako u moderních lidoopů, bez možnosti rozvoje artikulované řeči. Komunikace tak mohla probíhat zhruba na úrovni goril nebo šimpanzů.

## Fylogeneze
Australopithecus afarensis v době prvních objevů zaujal pevné místo v nástinech lidské evoluce a zčásti tak zatlačil do pozadí jihoafrický druh Australopithecus africanus. V 70. a 80. letech 20. století byl nejstarším známým představitelem svého rodu a zároveň velmi pravděpodobným předchůdcem moderního člověka. Přesto jeho postavení v současnosti není zcela vyjasněno, a to i díky početným mladším objevům.
Většina odborníků předpokládá, že A. afarensis přímo navázal na starší druh Australopithecus anamensis a že se jedná o jedinou anagenetickou linii. Pojítkem jsou především nové nálezy z Woranso-Mile, které stojí časově i morfologicky na pomezí obou druhů. Hlavní rozdíly obou taxonů jsou patrné na drobných detailech v utváření chrupu a čelistí, zatímco postkraniální kostra se příliš neliší. Nelze však zcela vyloučit, že se jedná o dvě oddělené linie.
Nejasné jsou vztahy k mladším homininům. A. afarensis je velmi často považován za společného předka rodu Homo a robustních australopitéků. Problematický je ale vztah k druhu Australopithecus africanus, který je dalším kandidátem na předchůdce lidí. A. afarensis může být jeho předkem nebo vzdálenějším příbuzným, ovšem možná je i ta varianta, že do vývoje člověka nezasáhl ani jeden ze jmenovaných druhů.
Neshody v taxonomickém určení od počátku vyvolávala značná variabilita nalézaných ostatků. Ty byly některými autory vzhledem k velkým rozdílům ve velikosti i morfologii často pokládány za pozůstatky různých druhů hominidů. Část z nich byla řazena i do rodu Homo (Homo antiquus) nebo vnímána jako poddruhy již známého A. africanus (A. africanus aethiopicus, A. africanus tanzaniensis, A. africanus miodentatus). Ačkoliv v současnosti drtivá většina odborníků nepochybuje o jednotě nálezů, někteří stále uvažují o možném smíšení nejméně dvou soudobých homininů do jednoho celku.
Část autorů rovněž vyčleňuje nálezy A. afarensis do samostatného rodu Praeanthropus (jako P. afarensis nebo méně často P. africanus), navrženého již v letech 1948 a 1955, protože vnímají rod Australopithecus jako parafyletický a snaží se jej rozdělit na menší skupiny. Naopak jiní badatelé do druhu A. afarensis řadí i málo poznané soubory ostatků, pro něž byla navržena označení Australopithecus bahrelghazali a Kenyanthropus platyops.

## Významné nálezy

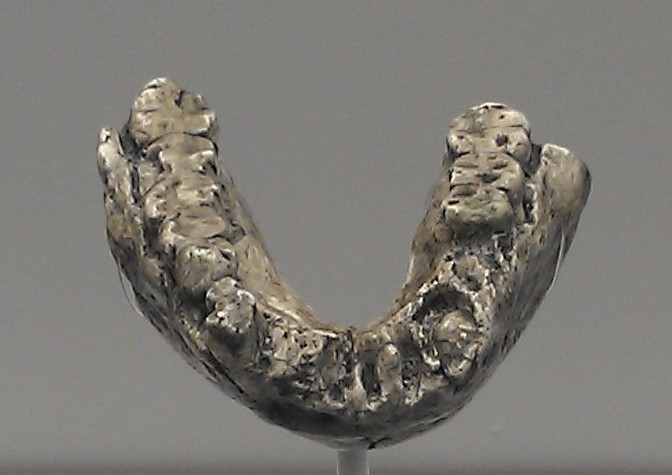
Dolní čelist LH 4

### Garusi 1
Pravá část horní čelisti se zachovanými premoláry (třenovými zuby), zachycená v únoru roku 1939 v oblasti Laetoli v údolí řeky Garusi.

### LH 4 (Laetoli hominid 4)
Typová fosilie druhu Australopithecus afarensis, nalezená v roce 1974 v oblasti Laetoli. Dobře dochovaná, nezdeformovaná dolní čelist dospělého jedince je stará zhruba 3,6 milionu let. Má zachovány všechny stoličky, třenové zuby i špičák, ale přední zuby i ramena čelisti chybí.

### AL 129-1 (Johansonovo koleno)
Zlomky stehenní a holenní kosti tvořící kompletní kolenní kloub, zachycené v listopadu rodu 1973 Donaldem C. Johansonem v oblasti Hadar jako jeden z prvních nálezů druhu A. afarensis. Kosti, které jsou svým utvářením velmi blízké moderním lidem, se staly prvním přímým dokladem toho, že pliocenní hominini běžně používali plně vzpřímenou bipední chůzi. Stáří nálezu je zhruba 3,4 miliony let.

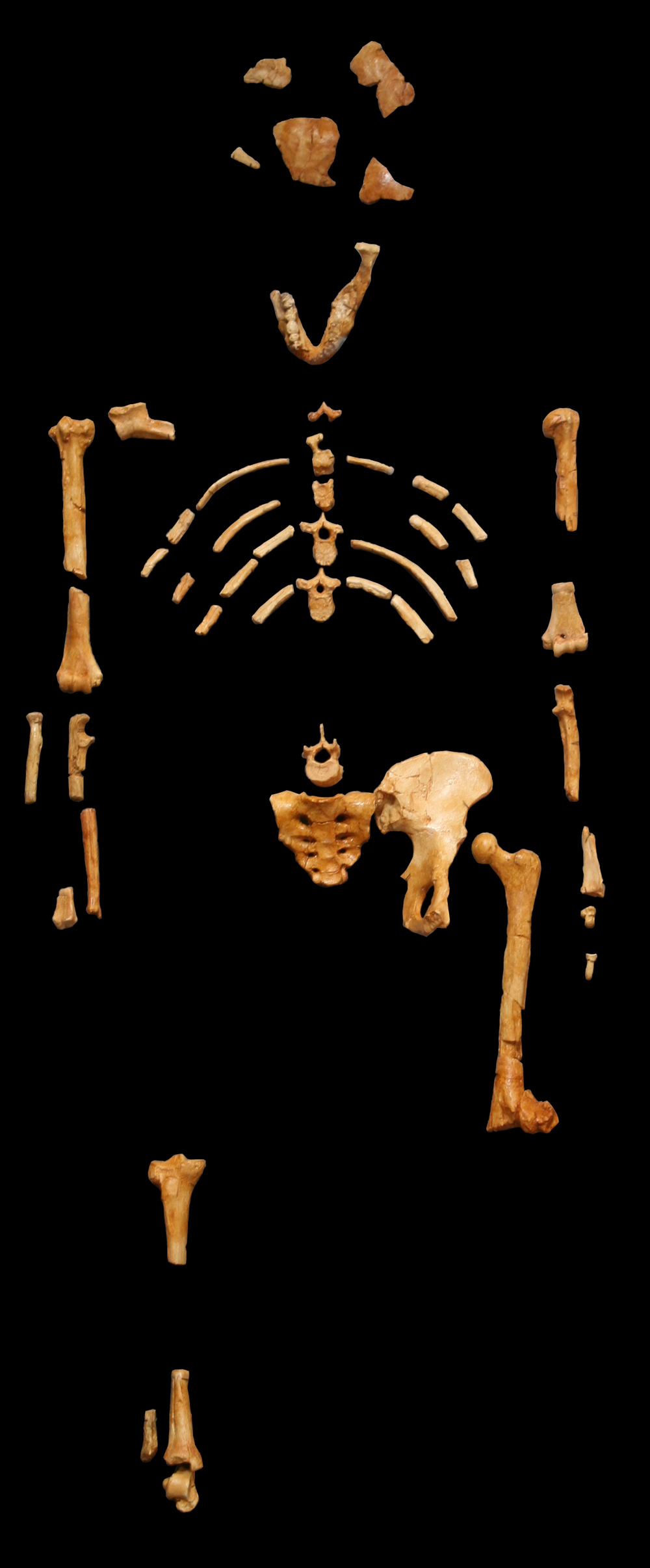
Kostra AL 288-1 (Lucy)

### AL 200-1
Dobře dochovaná horní čelist se všemi zuby, nalezená v říjnu roku 1974 v oblasti Hadar. Na zlomku, starém zhruba 3 – 3,2 miliony let jsou mimo jiné dobře patrné diastemy (mezery) mezi řezáky a špičáky.

### AL 288-1 (Lucy)
Jeden z nejznámějších nálezů vyhynulých hominidů, téměř z poloviny dochovaná kostra samice, nalezená 24. listopadu 1974 v oblasti Hadar. Přezdívka „Lucy“ začala být spontánně používána při večerní oslavě nezvyklého nálezu, když v přehrávači opakovaně zněla píseň „Lucy in the Sky with Diamonds“ od skupiny Beatles. V Etiopii je kostra známá též jako Dinkinesh, což v amharštině znamená „jsi překrásná“.
I přesto, že se objevily názory, které kvůli zvláštní modelaci pánve připisovaly ostatky samci, drtivá většina odborníků předpokládá, že Lucy je samice. Žila zhruba před 3,1 – 3,2 miliony let, dosahovala výšky asi 105 cm a váhy okolo 29 kg. Jedná se tedy o jednoho z nejmenších zástupců svého druhu, který měl v porovnání s jinými nálezy téměř trpasličí vzrůst.
Význam kostry tkví v tom, že se dochovalo asi 40% všech částí těla, a to včetně tak důležitých partií, jako jsou pánev, obratle a žebra nebo stehenní kost. Přestože chybí většina tváře i mozkovny, umožnil tento výjimečný nález poprvé dobře prostudovat vzhled a způsob života, pohybu i rozmnožování australopitéků. Část života strávila lezením po stromech a zemřela na následky pádu ze stromu. Ostatky byly použity ve většině srovnávacích analýz a v tomto směru stále neztrácejí na významu.

### AL 333 (První rodina)
Jedna z lokalit v oblasti Hadar, která po objevu v roce 1975 vydala nezvykle velké množství nálezů. Celkem 240 vzorků z doby asi před 3,25 miliony let představuje ostatky nejméně 17 jedinců různého věku, a proto je pro ně používáno označení „První rodina“. Zlomky kostí, nalézané v jednom místě a v témže sedimentu ukazují, že dotčení jedinci zemřeli ve stejné době, možná i v jediném okamžiku. Tato unikátní situace umožňuje mimo jiné zkoumat vnitrodruhovou variabilitu, pohlavní dimorfismus i průběh růstu a dospívání.

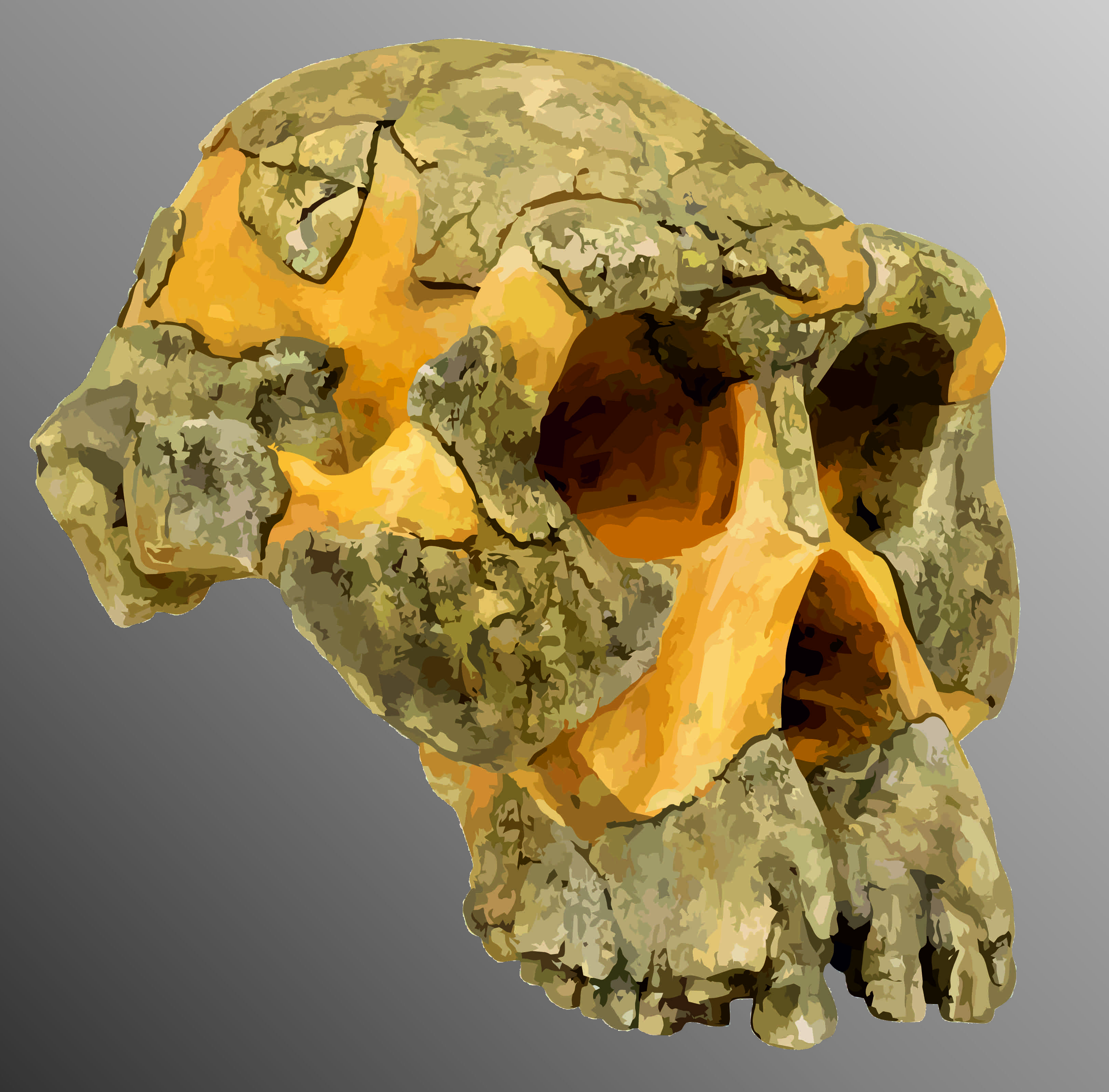
Lebka AL 444-2

Spekuluje se však o důvodech, které vedly k výskytu tak velkého množství ostatků na jednom místě. První studie kvůli uložení kostí v povodňových sedimentech předpokládaly, že došlo k hromadnému utonutí celé skupiny při záplavách. Pozdější výzkumy ale prokázaly, že sedimenty vznikly spíše v důsledku pomalých a nevelkých sezónních povodní, při nichž bylo postupně zaplňováno opuštěné slepé říční rameno. Je tedy pravděpodobnější, že homininé zemřeli jinde a jejich ostatky byly na místo pozdějšího nálezu postupně spláchnuty. V současnosti však nelze říci, zda jedinci zahynuli přirozenou smrtí. Často se uvažuje i o epidemii nebo o tom, že se stali kořistí masožravců, ani jedna z variant však zatím nebyla spolehlivě prokázána.

### AL 444-2
Téměř kompletní lebka samce včetně spodní čelisti, objevená roku 1992 v Hadaru. V době nálezu se jednalo o první úplnější lebku druhu A. afarensis, která významně upřesnila znalosti morfologie mozkovny i obličeje, do té doby známých jen z malých a deformovaných zlomků.

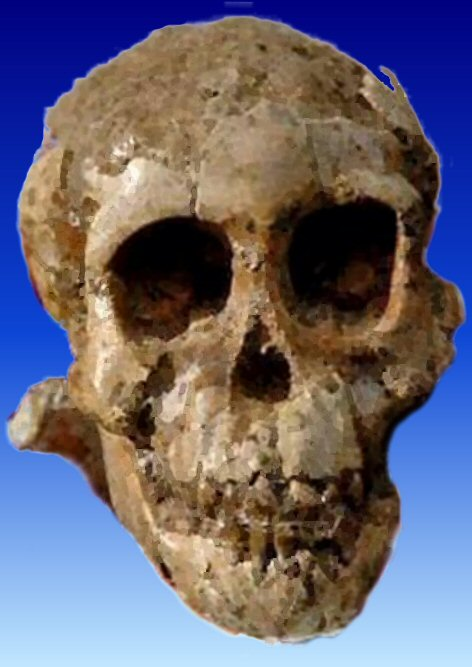
Lebka DIK-1-1 (Selam)

### DIK-1-1 (Selam)
Neobvykle dobře dochovaná kostra asi tříleté samičky, zachycená 10. prosince 2000 v oblasti Dikika. Ostatky, staré 3,31 – 3,35 milionů let musely být více než pět let opatrně preparovány z pískovce, v němž byly uchovány. Zahrnují téměř kompletní lebku včetně přirozeného výlitku mozku a značnou část kostí trupu i končetin (klíční kosti i obě lopatky, obratle a žebra, dolní končetiny včetně čéšky i fragmenty chodidla). Zachycena byla i jazylka, která je (podobně jako lopatky) u vyhynulých hominidů mimořádně vzácným nálezem. Zdá se, že mládě bylo po smrti velmi rychle překryto sedimenty (snad v důsledku povodní), a proto se kosti dochovaly pohromadě, v původní pozici a nebyly zachyceny roztroušené na větší ploše, jak je obvyklé u mnoha jiných nálezů.
Kostra byla oficiálně nazvána Selam, což v amharštině i v jiných jazycích Etiopie znamená „mír“. Objevuje se ale i přezdívka Dikika baby („dítě z Dikiky“) nebo Lucy′s baby („Luciino dítě“).
Nález přispěl především k upřesnění poznatků o ontogenezi australopitéků a potvrdil, že se blížila spíše moderním šimpanzům než lidem. Naproti tomu diskuse o pohybových schopnostech zůstává stále otevřená. Utváření kostí dolních končetin vykazuje jasné znaky běžně užívané bipedie, ale lopatka se značně podobá současným gorilám. Na rozdíl od nálezu samce Kadanuumuu tak podle objevitelů svědčí o aktivním pohybu ve větvích, čemuž odpovídají i zakřivené prsty a morfologie vnitřního ucha blízká šimpanzům. Jazylka je utvářena stejně jako u moderních lidoopů a ukazuje na přítomnost vzdušných vaků, které u lidí vymizely. K dorozumívání proto nemohla být používána artikulovaná řeč.

### KSD-VP-1/1 (Kadanuumuu)
Částečná kostra samce, který žil v oblasti Woranso-Mile zhruba před 3,58 miliony let. Jeho ostatky byly na lokalitě Korsi Dora nalezeny 10. února 2005. Přezdívka v překladu z afarštiny znamená „Velký muž“. Vztahuje se ke skutečnosti, že nalezený jedinec mohl měřit asi 150 – 170 cm a byl tedy mnohem větší a těžší než známá Lucy.
I přes chybějící lebku nález pomohl upřesnit mnohé aspekty života druhu Australopithecus afarensis, a to i díky značné odlišnosti od kostry Lucy. Kadanuumuu nese mnohem zřetelnější adaptace k plně bipední chůzi a naopak výjimečně dobře dochovaná lopatka postrádá výraznější stopy pohybu ve větvích. Nepolámaná žebra také naznačují, že hrudník nebyl tak trychtýřovitý, jak se původně soudilo na základě poškozených žeber Lucy a tvaru hrudníku moderních lidoopů.